# I Romanticize
I Romanticize je čtvrté studiové album velšského hudebníka H. Hawklina. Vydáno bylo 2. června 2017 společností Heavenly Recordings a kromě Hawklina se na jeho produkci podíleli Cate Le Bon a Samur Khouja. Cate Le Bon na albu zároveň hrála na různé nástroje. Dále na něm hráli Stella Mozgawa a Josiah Steinbrick. Základ alba byl nahrán v Los Angeles, dokončeno pak bylo v západním Walesu. Album bylo neúspěšně nominováno na Welsh Music Prize.

## Seznam skladeb
| Pořadí | Název                    | Délka |
| ------ | ------------------------ | ----- |
| 1.     | Means That Much          | 3:29  |
| 2.     | Engineers                | 4:27  |
| 3.     | Love Matters             | 3:43  |
| 4.     | Television               | 4:26  |
| 5.     | Last Days in the Factory | 4:43  |
| 6.     | Salt Cleans              | 6:03  |
| 7.     | My Mine                  | 4:12  |
| 8.     | Impossible Peoples       | 3:43  |
| 9.     | Cold Cuts                | 4:06  |
| 10.    | Last Thing on Your Mind  | 6:14  |